# Werner Leinfellner
Werner Leinfellner (* 27. Januar 1921 in Graz; † 6. April 2010 in Wien) war ein österreichischer Sozialwissenschaftler, Wissenschaftstheoretiker und Hochschullehrer.

## Leben und Wirken
Werner Leinfellner studierte nach dem Kriegsdienst während des Zweiten Weltkriegs von 1945 bis 1950 Chemie und Physik an der Universität Graz und der Universität Wien. Anschließend widmete er sich vor allem dem Studium der Philosophie, Logik und Wissenschaftstheorie und promovierte 1959 an der Universität Wien. Von 1960 bis 1963 arbeitete er als wissenschaftlicher Assistent an der Universität München und im Anschluss daran bis 1967 an der Universität Wien. Im Jahre 1967 zog er in die USA und wurde dort Professor an der University of Nebraska-Lincoln. Diese Professur hatte er bis zu seiner Emeritierung 1986 inne. Er kehrte dann nach Österreich zurück und lehrte dort als Professor an der Technischen Universität Wien. 1993 wurde ihm die Ehrendoktorwürde der Universität Graz verliehen.
In den USA begründete er 1970 die wissenschaftstheoretische Zeitschrift "Theory and Decision". Zusammen mit seiner Frau Elisabeth Leinfellner, die er 1960 geheiratet hatte, gehörte er u. a. zu den Begründern der Österreichischen Ludwig-Wittgenstein-Gesellschaft. Er gehörte seit 1991 zum führenden Mitglied des "Institut Wiener Kreis".
Seine Veröffentlichungen behandeln vor allem die Wissenschaftstheorie und die Theorie der Sozialwissenschaften.
Sein Bruder war der Bildhauer Heinz Leinfellner.

## Veröffentlichungen (Auswahl)
- Struktur und Aufbau wissenschaftlicher Theorien. Eine wissenschaftstheoretisch-philosophische Untersuchung. Physica-Verlag, Wien/Würzburg 1965.
- Einführung in die Erkenntnis- und Wissenschaftstheorie. Bibliographisches Institut, Mannheim 1965 (3. Aufl. 1980, ISBN 3-411-05041-1).
- Die Entstehung der Theorie. Eine Analyse des kritischen Denkens in der Antike. Alber, Freiburg/Br. 1966.
- (Hrsg., mit Eckehart Köhler): Developments in the methodoloy of social science (= Theory and decision library, Bd. 6). Reidel, Dordrecht 1974, ISBN 90-277-0493-7.
- (Hrsg., mit Adolf Hübner u. Elisabeth Leinfellner): Ludwig Wittgenstein / Wörterbuch für Volksschulen. Hölder-Pichler-Tempsky, Wien 1977, ISBN 3-209-00191-X.
- (Hrsg., mit Hans-Werner Gottinger): Decision theory and social ethics. Issues in social choice (= Theory and decision library, Bd. 17). Reidel, Dordrecht 1978, ISBN 90-277-0887-8.
- (mit Elisabeth Leinfellner): Ontologie. Systemtheorie und Semantik (= Erfahrung und Denken, Bd. 51). Duncker & Humblot, Berlin 1978, ISBN 3-428-04077-5.
- Logik und Semantik sozialwissenschaftlicher Theorien (Das Zweikomponentenmodell sozialwissenschaftlicher Theorien). In: Reinhard Kamitz (Hrsg.): Logik und Wirtschaftswissenschaft. Duncker & Humblot, Berlin 1979, S. 163–184, ISBN 3-428-04480-0.
- (Hrsg.): Sprache und Ontologie (= Schriftenreihe der Wittgenstein-Gesellschaft, Bd. 8). Hölder-Pichler-Tempsky, Wien 1982, ISBN 3-209-00422-6.
- (Hrsg.): Die Aufgaben der Philosophie in der Gegenwart (= Schriftenreihe der Wittgenstein-Gesellschaft, Bd. 12,1). Hölder-Pichler-Tempsky, Wien 1986, ISBN 3-209-00629-6.
- Schrödinger der Physiker. Ordnung, Entropie und ich. In: Zeitschrift für Wissenschaftsforschung, Bd. 6 (1991), S. 83–95.
- Ein Plädoyer für die evolutionäre und die Sozialethik. In: Wilhelm Lütterfelds (Hrsg.): Evolutionäre Ethik zwischen Naturalismus und Idealismus. Beiträge zu einer modernen Theorie der Moral. Wissenschaftliche Buchgesellschaft, Darmstadt 1993, S. 32–64, ISBN 3-534-12066-3.
- Evolution und Zufall - Risiko und Lotterien. Ihre Rolle bei der psychologischen Begründung der Gesellschaftswissenschaften. In: Konsumentenforschung. Gewidmet Werner Kroeber-Riel zum 60. Geburtstag. Vahlen, München 1994, S. 61–86, ISBN 3-8006-1856-7.
- Risks in serial conflicts, evolution, intelligence and chaos. In: Bertrand R. Munier (Hrsg.): Markets, risks and money. Essays in honor of Maurice Allais (= Theory and decision library, Ser. B, Bd. 26). Kluwer, Dordrecht 1995, S. 279–302, ISBN 0-7923-2578-8.

Festschrift
- Gerald L. Eberlein (Hrsg.): Theory and decision. Essays in honour of Werner Leinfellner (= Theory and decision library, Bd. 50). Reidel, Dordrecht 1988, ISBN 90-277-2519-5.